# Bunoaica, Mehedinți
Bunoaica este un sat în comuna Cireșu din județul Mehedinți, Oltenia, România.